# Left 4 Dead 2
『Left 4 Dead 2』（レフト フォー デッド ツー、略称: L4D2 ）は、2009年11月17日にValve Softwareから発売されたFPSゲーム。『Left 4 Dead』の続編。

## 概要
ジョージア州からルイジアナ州までのアメリカ南東部を舞台に、ウイルスにより凶暴化した感染者が徘徊する都市からの脱出を図る協力型（Co-op）FPSアクションである。プレイヤーキャラクターは、高校教師でアメフト部顧問のコーチ、自動車整備工でヤンキーのエリス、放浪するギャンブラーのニック、テレビ局のアシスタント女性ロシェルの4人から選択できる。
前作と同様に5つのステージに分割されたキャンペーンストーリーが展開され、OPムービー前半を経てホテルの屋上で4人が出会いショッピングモールで車を手に入れ（Dead Center）、道がふさがっていたため車を捨てて遊園地でヘリに乗り込み脱出（Dark Carnival）かと思われたがそのヘリが墜落して沼地と貧民街を突っ切り、生存者を捜している船に乗り込む（Swamp Fever）がガソリン不足のためガソリンを探して暴風雨の中を彷徨い歩き（Hard Rain）、船と別れた後は大きな橋のある街から脱出（The Parish）といった一つの物語となっている。
キャンペーンモードはbot3人を連れてのシングルプレイと、オンラインでの4人マルチプレイがサポートされている。Xbox 360版のみ2人でのオフライン画面分割プレイ（残り2人はbot）が実装されている。その他、4人対4人のオンライン対戦モードと、オンラインサバイバルモードがある。最初のリリース後に新たな3つのステージがDLCとして提供された。これらのDLCはPC版は無料だが、Xbox 360版は有料となっている。新DLCの一つ（The Passing）は、車での脱出道中で前作の登場人物達と出会うものである。現在、PCのDL版には最初からこれらのDLCが含まれていて、全8ステージ構成となっている。

### 立てこもりの排除
前作『Left 4 Dead』では狭い通路や障害物の多い場所に立てこもることによって敵の侵入経路を限定し、戦いやすくする方法が常套手段であった。しかし、今回はゲーム全体のデザインとしてそれを排除する動きがとられている。
そのため、マップは開けた場所が多くなっている。もちろん狭い通路も存在するが、今作で追加された特殊感染者（Spitter/Charger）の能力により安全な場所とは言えなくなっている。さらに道中ではスイッチを押したりドアを開けると非常警報が鳴る場面があり、特定箇所にたどり着いて警報を止めない限り延々と敵が襲ってくるので素早い移動を余儀なくされる（ガントレットラッシュ）。また、フィナーレで救助を待つ・脱出する場合も、開けた場所や移動しながら敵に対処しなければならない。こうした動かざるを得ない状況を要所に設ける事で、ゲームをよりスリリング、かつスピーディーに楽しめるようになっている。

## システム
前作の情報も参照。
前作同様、町に取り残された4人の生存者達が様々な銃火器を用いて感染者の群れを駆け抜け、危険な町を脱出することがゲームの目的となる。

### 登場人物
4人いるプレイヤーキャラクターは以下のとおり。プレイヤーは4人のいずれかを選択するが、どのキャラクターも見た目が違うだけで性能に違いは無い。
ただしCPU操作の場合、キャラクターによって使用する武器に傾向がある。
コーチ
声：チャド・コールマン
高校の体育教師・元フットボール部のインストラクター。今作でのプレイヤーメンバーで最高齢。
ニック
声：ヒュー・ディロン
逃走中の身でサバンナに逃げてきたギャンブラー詐欺師。作中で着ている白い高級スーツは盗品。
ロシェル
声：ロシェル・エイツ
最近昇進してサバンナにやってきたばかりの、男勝りなテレビ局の補助プロデューサー。タイアップとしてデペッシュ・モードのシャツを着ている。
エリス
声：エリック・ラディン
おしゃべりな機械工の青年。メンバー中最年少。セーフルーム内にいるときに親友についての無駄話をすることがある。
以上の4人のほか、生存者たちを船で運ぶ救助者バージル、ショッピングモール（Dead Center）で立てこもっている武器屋の店主ウィテカーなどの生存者がゲーム中で確認できる。

### 新要素
武器は、攻撃力が高いが弾数制限のある「プライマリウェポン」と、多少使い勝手は悪いが弾数が無限もしくは近接攻撃限定の「セカンダリウェポン」、体力を回復する「回復アイテム」「一時回復アイテム」、通常感染者に絶大な効果を発揮する使い捨ての「投擲武器」の4種類がある。それぞれ従来の物を採用しつつも、その種類はさらに増加している。
「プライマリウェポン」には、画面をズームし正確な狙撃ができるスナイパーライフル、弾の補充ができないが絶大な威力を誇る機関銃とグレネードランチャーが追加された。「セカンダリウェポン」には「マグナム」や「近接武器」が追加されており、いずれも通常感染者に対しては無類の強さを誇る。
また「投擲武器」に殺傷力がない代わりに感染者を誘き寄せることができる「ブーマーの胆汁」が、救急キットと同系列の「回復アイテム」としては、すでに死亡してしまったプレイヤーを復活させる「AED」や、床に設置することで4人分のプライマリウェポンを1マガジンだけ強化できる「特殊弾薬」（炸裂弾と焼夷弾の二種類）、「一時回復アイテム」としてHP回復効果が少ない代わりに一定時間動きが大幅に素早くなる「アドレナリン」が追加された。この他特定の場所に「レーザーサイト」が設置されている場合があり、これを装着することで一部の「プライマリウェポン」の命中精度が上昇する。
「殴り攻撃を短時間で連続使用するとクールタイムを挟むようになる」と言う前作のサバイバルモードでの仕様が、今作からは通常のキャンペーンモードにも適用されている。ほとんどの近接武器の攻撃回数は無制限で殴り攻撃の制約を受けることもないが、チェーンソーのみ動力メーターの制限があり、空になると使えなくなる。近接武器は種類によって性能が少しずつ異なるが、初期版では予約購入者がゲームに参加している場合のみ、予約特典としてベースボールバットが使用できた(現在では全員に解放)。なお、前作と違いダウンから復帰した場合、ダウン回数にかかわらず30ポイント分の一時的な体力から再開するようになっている。

### 新しいゲームモード
スカベンジモード
生存者vs感染者の対戦モード。生存者はマップ内に点在している燃料タンクを発電機に規定数注ぐ事を、感染者はそれを邪魔することが目的となる。
制限時間2分でスタートし、燃料を注ぐことに成功すれば制限時間が20秒延長される。これをお互いにプレイし、より多く燃料を注いだチームがそのラウンドのポイントを得る。先に指定されたポイントを獲得したチームの勝利となる。
リアリズムモード
通常のキャンペーンモードを上級者向けに仕様変更したもの。単純な仕様変更に留まらず、ほぼ独立したモードとなっている。
- スタート地点からプライマリウェポンが削除。
- レスキュークローゼットの利用不可（生存者が死んだ場合はチャプターの終了以外ではAEDを使用しない限り復活できない）。
- 感染者の耐久力が上昇し、正確に頭を狙わないとなかなか倒れない。
- ウィッチの登場頻度が増加。さらにその攻撃を食らうと難易度に関わらず即死となる。
- 特殊感染者に掴まった際や、壁を挟んだ際に出るキャラクターのシルエットが消滅し名前表記も無い。

## DLC
2010年4月22日に追加キャンペーン『The Passing』が、同年10月5日に『The Sacrifice』が配信された。これらはPC版では無料でゲームに同梱されている。
『The Passing』は「Dead Center」と「Dark Carnival」との間のストーリーを描いており、前作のキャラクターとの遭遇を描いている。また、『The Passing』の配信と共に新たに「ミューテーション」というゲームモードが追加された。リアリズムモード、サバイバルモードによる対戦や、アイテムを制限された状態でのキャンペーンモードなど、週替わりに様々な特殊なルールをプレイすることができる。
『The Sacrifice』は『The Passing』で『L4D2』の生存者たちと出会う前の前作のキャラクターたちのストーリーを描いている。そのため、このキャンペーンをプレイする際は前作のキャラクターたちを操作することになる。また、前作のキャンペーンである「No Mercy」なども合わせて追加されており、ミューテーションモードの配信済みルールを自由に選択できるようになった。『The Sacrifice』には英語版のコミックも公開されており、海外の公式サイトで閲覧ができる。

## 感染者
今作には通常感染者の中にも特別な武装ないし能力を持った感染者が紛れており、特殊感染者が絡まない通常戦においても難易度が上昇している。今作で追加された特殊感染者は、上述の概要項に記されているように立てこもり対策の一環として、生存者を分散させる能力が総じて高いものとなっている。

### 珍しい通常感染者
CEDAエージェント（CEDA Agent）
元々はCEDA（市民危険対策防衛庁）の職員。耐火防護服を身にまとっているので火炎瓶やガソリンタンクといった炎のダメージを受けない。
稀にBoomerの胆汁爆弾を落とす。これを10個拾うと実績「ゾンビを強盗」が解除される。
Dead Center、『The Sacrifice』にて登場。

クラウン（Clown）
ピエロの格好をしている。音の鳴る靴を履いているので、周りの感染者を引き連れながら接近し攻撃をしてくる。
殴ると鼻の音を鳴らすことができ、10回鳴らすと実績「ピエロ0wned」が解除される。
Dark Carnivalにて登場。

マッドマン（Mudmen）
泥の中から四つん這いで出てくる。マッドマンに攻撃されると画面に泥が付き視界が悪化する。
水中にいる間の個体を10体倒すと実績「デッド・イン・ザ・ウォーター」が解除される。
Swamp Feverにて登場。

建設作業員（Construction Worker）
イヤーパッドを付けているので、音で誘導するパイプ爆弾に引き寄せられない。しかし何故か防犯アラームがセットされた車のアラームが鳴ったり、大きな音を立ててラッシュになると一般感染者と一緒に襲ってくる。
Hard Rain、『The Sacrifice』にて登場。

暴動鎮圧隊員（Riot Officer）
CEDAに雇われた暴動鎮圧隊員。前面が装甲に覆われ、前からの攻撃はチェーンソー以外まったく受け付けない。通常は殴って転ばせたり後ろに回り込んで背中を攻撃すれば倒すことができる。まれに警棒「トンファ」を落とすこともある。
The Parishにて登場。ただし規制版のプレイヤーがいると出現しない。

倒れた生存者（Fallen Survivor）
主人公たちとほぼ同等の装備を持っていた感染者。通常感染者に比べて銃撃に対する耐久力が高く（近接武器の即死効果は有効）、また生存者を発見すると生存者から逃げるように行動する（生存者が近づきすぎると攻撃をしてくる）。
倒すとパイプ爆弾・火炎瓶・ピル・救急キットのどれかを1個から3個落とし、10個集めると実績「墓荒し」が解除。
『The Passing』にて登場。

ジミーギブスジュニア（Jimmy Gibbs Junior）
Dead Centerにてごくまれ (出現率は5%程度) に1体だけ登場する、とても珍しい通常感染者。
通常感染者よりも体力が大幅に高く、ヘッドショットや着火・パイプ爆弾・胆汁爆弾が無効（近接武器の即死効果は有効）。
生前はジョージア州が誇るレーサーだった。生存者の会話にもでてくる。

### 特殊感染者
前作から引き続き登場している特殊感染者においては、その差異のみを記述する。能力等の詳細は前作の情報を参照の事。
ブーマー（Boomer）
体が風船の様に膨れ上がっている感染者で、感染者を呼び寄せるゲロを吐く。新たに女性型のデザインが追加された。
死亡時に近くの生存者にゲロを浴びせる爆発が発生するが、これに生存者・一般感染者・特殊感染者すべてをよろけさせる効果が加わった。
ハンター（Hunter）
犬のようなうなり声をあげる機敏な感染者。
飛び掛りをしてくるのはジョッキーと共通だが、生存者を「その場で」「死ぬまで」攻撃し続ける点が異なる。
スモーカー（Smoker）
10メートルを越す長い舌で、投げ縄のように生存者を絡め取って絞め上げる感染者。
見た目が変化していて、倒されるまで体から煙が出なくなった。
タンク（Tank）
上半身が異常発達した巨体の感染者。極めて高い耐久力と高い攻撃力を持ち、障害物も跳ね飛ばして生存者へ向かってくる。
CPUの戦略が改良され、前作では戦闘不能に陥った生存者を継続的に襲っていたが、今作ではターゲットが戦闘不能になった時点で別の生存者へ攻撃を移行するようになった。
ウィッチ（Witch）
常に啜り泣いている女性の感染者。近くを走る、ライトを当てられるなどすると興奮していき、一定以上になると最後に興奮させた生存者を追い回し、長い爪で一撃ダウンの攻撃をしてくる。弾を当てると一発で追い回すようになる。耐久力もかなり高い。
昼間でも登場するようになったウィッチは夜間のように座って泣くのではなく、周囲を泣きながら彷徨っている。またリアリズムの全難易度では攻撃を喰らうと即座に死亡となる。
スピッター（Spitter）
口が溶けたように大きく裂けている女性の新種感染者。常に女性の金切り声のような奇声を上げている。また、移動中に地面に胃酸を吐きながら移動するため、その形跡でも出現やその位置を察知することもできる。
口から強烈な毒性の胃酸を吐いて遠距離から攻撃してくる。この酸液は長時間地面に留まり、足を踏み入れた時間に比例してダメージを受け続ける。このためその場へ留まることは事実上不可能となっており、籠もり対策の能力が極めて高い。なお、前述した「移動時に少量吐かれる・吐かれている胃酸」に関してはダメージは発生しない。
他の特殊感染者と比べて体力は低いが、スピッターが倒れた箇所でも胃酸が発生する。
ジョッキー（Jockey）
背の丸まった小柄な新種感染者。常に狂ったような笑い声をあげている。
生存者の頭の上に乗り、ダウンするまでジョッキーの指定する方向（敵が多いなど危険な場所）へと誘導していく。自力での脱出は不可能。
ジョッキーに乗られた生存者は僅かな抵抗はできるものの自力で引き剥がすのは不可能で、乗られている間は継続的にダメージを喰らう。ハンターと違い、生存者仲間から位置を遠ざけられる所が、生存者側にとっては救出しにくくなり厄介な点。
チャージャー（Charger）
右腕が異常発達している新種感染者。凄まじいスピードで体当たりを仕掛け、そのまま右腕で生存者1名を掴みあげて死亡するまで地面に叩きつけ続ける。自力での脱出は不可能。しわがれた声で何か言葉のようなものを喋っている。
この叩きつけは他の感染者と違い、殴り攻撃で助ける事が出来ない。また、タックルは障害物にぶつかるまで長い距離を直進する。チャージャーに捕まった時の進行方向の終点に足場がない場合は、チャージャーもろとも落下し即死となる。
体力は難易度の影響を受けない種類の中では最も高い部類（Easy設定のWitchよりやや上）で、タックルの攻撃力・脅威度も相当なもの。

## パッケージの修正
日本、ドイツ、イギリス版には不適切な表現があるとして、それぞれパッケージに修正が施されている。日本版では指の欠損がヤクザの指詰めを連想させるという理由で、親指の欠損箇所が修正されている。ドイツ版では親指の欠損部を隠すように帯で隠している。イギリス版では手の甲を見せた状態で2本指を立てる行為は侮辱行為と同意義のため、手の向きが逆向きになっている。

## ボイコット
E3で正式発表された本作だが、それと同時に前作から1年と経たずして続編をリリースするValveの販売体制に批判的な一部のファンによる不買表明とボイコット活動が行われた。
理由は「前作のアップデートが不十分なまま続編が開発されている」、「ゲームスタイルに変化が無い」、「キャラクターや雰囲気に魅力を感じない」など様々な要点に及んだ。
ボイコットの活動人数は当初4000人規模と報道されたが、その数は日ごとに増し最終的には4万人規模にまで膨れ上がった。
これに対しValveは『Left 4 Dead 2』の容量が『Left 4 Dead』のダウンロードコンテンツでは補いきれないほど増大である事をアピールし、今後も前作のサポートを続けていく予定だと報じた。またボイコット活動のリーダー二人を本社で行われるテストプレイに招き、「ゲームバランスはよく、内容もしっかりしている」との感想を引き出している。
ボイコットが活動を開始してから約4ヶ月後。『Left 4 Dead』における追加DLC『Crash Course』の販売開始や、それに続く最新DLCの販売予定が明らかになった事により、ボイコット活動のリーダー二人は活動の主目的であった「前作へのサポートをValveに求める」事が成功に終わったと判断し、ボイコット活動を終結させた。だが、一部の参加者はリーダーがValveの懐柔工作に乗せられたとみなし、その後もボイコットを続けている。

### Valveによるボイコット
ボイコット活動のリーダーが上述のようにValve本社に招かれた事を受け、『Left 4 Dead』でMODを製作しているオーストラリア人のとあるゲーマーが自分も呼ばれなかった事に腹を立て、「なんでこの僕がValveに呼ばれなかったんだ。Valveの社員は僕の製作したキャンペーンをプレイする必要があるのに」とメールでクレームを送信した。これに対し、Valveのマネージングディレクターのゲーブ・ニューエルは「私は貴方の作ったキャンペーンをボイコットします」と返答した。
軽くあしらわれたオーストラリア人だが、Valveとのコンタクトを諦める事はなく、ゲーブ・ニューエルとValveのプロジェクトマネージャーであるエリック・ジョンソンを彼の居住地であるオーストラリアのブリスベンまで飛行機で飛ばすべく、募金活動を開始した。寄付金は約3日で必要金額の約1850ドルを超えた3000ドル弱にまで達し、二人をオーストラリアに招致する事に成功している。尚、Valveの善意により旅費は全額Valveが負担し、オーストラリア人が集めた寄付金はChild's Play（病気の子供たちにゲームや玩具をプレゼントしている慈善団体）に全額寄付された。

## 発売禁止騒動

### PlayStation 3
本作はXbox 360で発売されているが同じ次世代機のPlayStation 3では発売されていない。プロジェクトリーダーのチェット・ファリゼックはインタビューにおいて、本作のゲーム性が協力プレイ重視である事を示した上で、「ユーザーが友達と一緒にプレイをする上での現時点での環境はXbox 360の方がPlayStation 3よりも遥かに勝っているから」だと回答している。
Valveは基本的にPS3での開発には積極的ではなく、過去にも公式に幾度か否定的なコメントを発信している。

### オーストラリア
オーストラリアではOFLA（倫理審査機関）の審査を通過する事が出来ず『Left 4 dead 2』が一旦発売禁止となってしまった。OFLAの審査規定が最も高い物でMA15+（15歳以上のみ、CERO：D（17才以上対象）に相当。）までであり、本作はMA15+を超えるとして分類不可となってしまった。
これを受け、Valveは2009年10月7日にOFLAにゲーム中の残虐表現を調整した修正版を提出。再審査を受け、MA15+での発売が認められた。

## オレの親指どこだよ2
Valveは本作のリリースに合わせる形で「Dude! Where's My Thumb 2」（オレの親指どこだよ2）コンテストを開催した。ルールは『Left 4 Dead 2』の街頭広告と共に面白い写真を取る事。最優秀者には、Xbox 360本体をカスタムデザインした物が、上位25人には開発チームのサインが入ったXbox 360版『Left 4 Dead 2』が授与された。